# برشاوشان مربعي الشكل
برشاوشان مربعي الشكل (الاسم العلمي: Adiantum trapeziforme) هو نوع من النباتات يتبع جنس البرشاوشان من الفصيلة الديشارية.